# Károly Weichelt
Károly Weichelt (ur. 2 marca 1906 w Oradei, zm. 4 lipca 1971) – rumuński piłkarz grający na pozycji bramkarza.

## Kariera klubowa
Swoją przygodę z futbolem Weichelt rozpoczął w wieku 18 lat w zespole SG Arad. W 1926 zdecydował się na zakończenie kariery piłkarskiej. Powrócił w 1933 jako gracz Nagyváradi AC. Przyzwoity pierwszy sezon zaowocował powołaniem do kadry narodowej na Mistrzostwa Świata. 
Przez 2 lata gry w Nagyváradi zanotował 17 występów. W 1935 przeszedł do Gloria Arad. Łącznie przez 2 sezony, 24 razy strzegł bramki Glorii. Po sezonie 1936/37 definitywnie zakończył karierę piłkarską.

## Kariera reprezentacyjna
Weichelt w reprezentacji Rumunii rozegrał jedno spotkanie. Był to mecz przeciwko reprezentacji Czechosłowacji, zakończony porażką Trójkolorowych 1:4.
Dziesięć lat później, w 1934, został powołany przez trenerów Josefa Uridila i Constantina Rădulescu na Mistrzostwa Świata. Podczas turnieju rozgrywanego we Włoszech pełni rolę rezerwowego bramkarza i nie wystąpił w żadnym spotkaniu.
| Mecze i gole w reprezentacji | Mecze i gole w reprezentacji | Mecze i gole w reprezentacji | Mecze i gole w reprezentacji | Mecze i gole w reprezentacji | Mecze i gole w reprezentacji | Mecze i gole w reprezentacji |
| #                            | Data                         | Miasto                       | Przeciwnik                   | Gol                          | Wynik                        | Rozgrywki                    |
| ---------------------------- | ---------------------------- | ---------------------------- | ---------------------------- | ---------------------------- | ---------------------------- | ---------------------------- |
| 1.                           | 31.08.1924                   | Praga                        | Czechosłowacja               |                              | 1:4                          | towarzyski                   |